# Jiří Nevrlý
Jiří Nevrlý (* 26. října 1947, Náměšť na Hané) je bývalý český fotbalový útočník, trenér a funkcionář.

## Hráčská kariéra
S fotbalem začínal v rodné Náměšti na Hané v tamním Sokole, kde strávil svoje žákovské a dorostenecké období. Vojenská základní služba v Dukle Olomouc nastartovala jeho budoucí sportovní kariéru. Z Uničova, kam zamířil po vojně, přestoupil v roce 1971 do prvoligového Třince a v roce 1975 zamířil do tehdy druholigové Sparty, které v základní sestavě pomohl zpět do 1. ligy. Po ukončení ligové kariéry působil v několika klubech ve středních Čechách.

## Prvoligová bilance
| Ročník                                     | Zápasy | Góly | Minuty | Klub                |
| ------------------------------------------ | ------ | ---- | ------ | ------------------- |
| 1. československá fotbalová liga 1971/1972 | 17     | 2    | 976    | TJ TŽ Třinec        |
| 1. československá fotbalová liga 1972/1973 | 25     | 2    | 1 949  | TJ TŽ Třinec        |
| 2. československá fotbalová liga 1973/1974 |        |      |        | TJ TŽ Třinec        |
| 1. československá fotbalová liga 1974/1975 | 20     | 1    | 1 415  | TJ TŽ Třinec        |
| 1. československá fotbalová liga 1975/1976 | 11     | 2    | 795    | TJ TŽ Třinec        |
| 1. československá fotbalová liga 1976/1977 | 6      | 1    | 213    | TJ Sparta ČKD Praha |
| CELKEM I. LIGA                             | 79     | 8    | 5 348  |                     |

## Trenérská kariéra
V roce 1981 jako hrající trenér v TJ EMĚ Mělník začíná svoji trenérskou etapu. Po absolvování studia profilicence UEFA trenéra kopané na FTVS v Praze v letech 1982-85 se stává trenérem pražských mužstev TJ Tatry Smíchov a Motorletu. Jeho další cesta vedla postupně do druholigových celků - Dynamo České Budějovice, BSS Brandýs nad Labem a Terrexu Praha.
Trénoval prvoligové kluby v Uherském Hradišti, Opavě a krátce v Teplicích.
Strávil 6 roků v zahraničních v klubech ASV Schrems (Rakousko), Medina Tripolis (Libye) a Itihad Aleppo (Syrie).
V památné datum 11. září 2001 se stal s klubem Medina Tripolis vítězem libyjského poháru v Tripolisu.
V roce 2007 a 2009 byl jako asistent trenéra a vedoucí mužstva českého národního mužstva kopané na Univerziádě v thajském Bangkoku a v srbském Bělehradu.

## Manažerská kariéra
V letech 1994 a 1995 působil nejprve jako sportovní zpravodaj agentury ČTA a poté jako sportovní novinář celostátního deníku Práce.
V období 1995 až 1998 spolupracoval s trenérem Dušanem Uhrinem v oblasti poradenství.
Kariéru fotbalového funkcionáře začínal v prvoligových Teplicích, kde v letech 2003 - 2006 působil jako sportovní ředitel klubu.
V letech 1994 - 2009 byl členem prezídia Unie českých fotbalových trenérů (UČFT), zúčastnil se jako pozorovatel několika ME a MS a v časopise Fotbal a trénink publikoval řadu odborných článků. Lektoroval při výuce nových trenérských adeptů při studiu trenérské licence A a profilicence. V tomto období také uskutečnil řadu přednášek českým i zahraničním trenérům v oblasti fotbalové specializace na různých seminářích.
V roce 2006 odchází do Prahy na Strahov na Českomoravský fotbalový svaz, kde až do roku 2009 vykonával funkci ředitele reprezentačního úseku mládežnických mužstev U16, U17, U18, U19 a U20.

## Fotbalová škola
V roce 1999 založil fotbalovou školu Jiřího Nevrlého, která po dobu 10 let vychovávala řadu mladých talentů pro český fotbal. V roce 2004 se pro tento projekt podařilo získat držitele zlatého míče, českého internacionála Pavla Nedvěda a akademie pak působila pod jeho jménem.